# Dürr Dental
Die Dürr Dental SE ist ein deutsches Unternehmen der Dentalindustrie mit Sitz in Bietigheim-Bissingen.

## Aktionärsstruktur
(Stand: 31. Dezember 2023)
- Bitburger Holding GmbH – 34,82 %[2]

## Geschichte

### 1941 bis 1949
1941 gründeten die Brüder Karl und Wilhelm Dürr aus Gechingen bei Calw im Schwarzwald eine feinmechanische Werkstätte in Stuttgart-Feuerbach. Nach Kriegsende eröffneten sie die Werkstätte in Ludwigsburg neu. Artikel für den häuslichen Bedarf wurden gefertigt, das Unternehmen stieg in die Verdichtungstechnik ein. Im Jahr 1946 begann es mit der Herstellung von Ersatzteilen für Hand- und Winkelstücke und stieg in den zahnmedizinischen Bereich ein. Die Entwicklung und Fertigung von Hand- und Winkelinstrumenten mit Wasserkühlung folgte ein Jahr später. 1949 wurde die Firma als offene Handelsgesellschaft K. u. W. Dürr Dental-Fabrikation mit Sitz in Ludwigsburg bei der IHK angemeldet.

### 1954 bis 1959
Im Jahr 1954 wurde der Firmensitz in die Etzelstraße nach Bietigheim (heute Bietigheim-Bissingen) verlegt, nachdem dort die erste Fertigungshalle fertiggestellt worden war. 1955 kam die erste fahrbare Saugpumpe auf den Markt, sie ermöglichte dem Zahnarzt ein ergonomischeres Arbeiten. Ab 1956 wurden ölgeschmierte Kompressoren gefertigt. Von 1957 an wurde das Angebot um kleine Behandlungseinheiten sowie Polier- und Hängemotoren erweitert. 1959 gründete Dürr die Gechinger Motoren Werke (heute Dürr Optronik) als Produktionsstätte für Motoren, Baugruppen und Geräte im schwäbischen Gechingen bei Calw im Schwarzwald.

### 1961 bis 1969
Ab 1961 wurden Spraynebel-Absaugmaschinen gefertigt. 1964 war mit dem mobilen Orosuc die sitzende Behandlung am liegenden Patienten in Europa möglich. 1965 wurde der erste ölfreie Kompressor für die Zahnmedizin vorgestellt, der durch den Einsatz von Teflon-Kolbenringen ohne Zylinderschmierstoffe arbeitete. Dies ebnete Präparationen in Bonding-Technik den Weg. Im selben Jahr wurde das Paradentolspray eingeführt, das Zahnärzten eine Prophylaxe- und Behandlungsmethode gegen marginale Parodontopathien anbot. 1965 wurde das Pflege- und Desinfektionsprodukt Orotol für Sauganlagen eingeführt. 1966 entwickelte Dürr im Auftrag für Siemens das erste vollautomatische Röntgenfilm-Entwicklungsgerät Procomat entwickelt und ging damit in die Produktion. Im Jahr 1969 folgte durch die Einführung der Dürr Zentralsaugsysteme die Wegbereitung für moderne Mehrzimmerpraxis-Absauglösungen.

### 1970 bis 1978
Im Jahr 1970 wurde die Firma in Dürr Dental GmbH & Co. KG geändert. 1972 wurde durch die Entwicklung und Produktion des Vakuum-Einbettgeräts Multivac für Degussa das Laborgeschäft aufgebaut. Ab 1973 produzierte das Unternehmen Kompressoren für Nordamerika auf Long Island (New York) unter dem Namen Engineering Dental Industry. Im Jahr 1974 wurde die Trockenluftanlage für Kompressoren zum Schutz zahnmedizinischer Instrumente vor Oxidation und vor Keimwachstum im Tank eingeführt. 1975 kam das Röntgenfilm-Entwicklungsgerät Dürr 1330 auf den Markt. Die vollständige Automation der Röntgenfilm-Entwicklung aller dentalen Aufnahmeformate wurde ermöglicht. 1977 wurde mit Dürr Dental France die erste unternehmenseigene Niederlassung im Ausland eröffnet. Im Jahr 1978 wurden die US-Aktivitäten in das Joint Venture Air Techniques in Hicksville, New York, überführt.

### 1981 bis 1989
Im Jahr 1981 erfolgte die Diversifizierung in neue Geschäftsfelder durch Gründung der Dürr GmbH & Co. KG – Luft- und Processor-Technik. Schwerpunkt waren Pumpen und Kompressoren für industrielle Spezialanwendungen. 1982 zog das Unternehmen in den Firmensitz in Bietigheim-Bissingen. Ab 1983 stieg Dürr in die unternehmenseigene Elektronikfertigung mit Platinenbestückung in Gechingen ein. 1986 wurde die Dürr System-Hygiene zur Desinfektion und Reinigung in Praxis und Labor eingeführt. Ab 1987 wurden Amalgamabscheider produziert. 1989 kam der erste Röntgenfilm-Entwicklungsprozessor mit Tauchtank-Technik auf den Markt. Ein Auskristallisieren der Chemie auf den Walzen wurde verhindert, dadurch dauerhaft optimale Bildqualität gesichert.

### 1991 bis 1999
1991 feierte Dürr das 50. Firmenjubiläum mit einem großen Festakt unter dem Bietigheimer Viadukt. Zu den Einführungen des Jahrzehnts gehörten 1993 die Kombinations-Saugeinheit VSA 300, erstmals eine Kombination aus Saugmaschine, Separiereinheit und Amalgamabscheidung, 1995 das dentale Video-System VistaCam zur Erweiterung der diagnostischen Möglichkeiten, 1997 die VistaRay-Röntgensensoren und 1999 der Vector zur Therapie und Prophylaxe von Parodontopathien.

### 2002 bis 2009
2002 wurde der Speicherfolien-Scanner VistaScan zum Auslesen von Röntgenaufnahmen eingeführt. Im Jahr 2004 wurde das Handstück RinsEndo zur hydrodynamischen Wurzelkanalaufbereitung eingeführt. 2005 wurde die erste voll digitale Intraoralkamera VistaCam Digital eingeführt. 2007 wurde die Fluoreszenzkamera VistaProof zur Unterstützung in der Plaque- und Kariesdiagnostik eingeführt. Im August 2008 erfolgte der Rechtsformwechsel zur Aktiengesellschaft. Die Einführung des Speicherfolienscanners VistaScan Mini erfolgte im September 2009.

### 2010 bis 2020
2011 wurde die Intraoralkamera VistaCam iX für intraorale und fluoreszierende Aufnahmen präsentiert. Im März 2013 setzte ein Brandstifter eine Lagerhalle von Dürr Dental in Bietigheim in Brand, sie wurde völlig zerstört und das angrenzende Produktionsgebäude anteilig beschädigt. Das volldigitale Panorama Röntgengerät VistaPano und der intraorale Röntgenstrahler VistaIntra wurden eingeführt. 2015 wurde die radiale Absaugung Tyscor VS 2 mit der Software Tyscor Pulse, die intraorale Multikopfkamera VistaCam iX HD sowie das Röntgengerät VistaPano S Ceph eingeführt. 2016 wurde der Dampfsterilisator HygoClave 90, das neue 3D-Röntgengerät VistaVox S sowie mit der Marke „Lunos“ eine neue Prophylaxelinie auf den Markt gebracht. 2017 erfolgte die Fertigstellung der neuen Produktionshalle am Standort des Tochterunternehmens Dürr Optronik in Gechingen für eine gesteigerte Produktion von 3D-Röntgengeräten und Platinen. Am 15. Januar 2018 erfolgte die Eintragung der Dürr Dental SE ins Handelsregister und somit der Abschluss der Umwandlung von der Dürr Dental AG in eine SE.

### Ab 2020

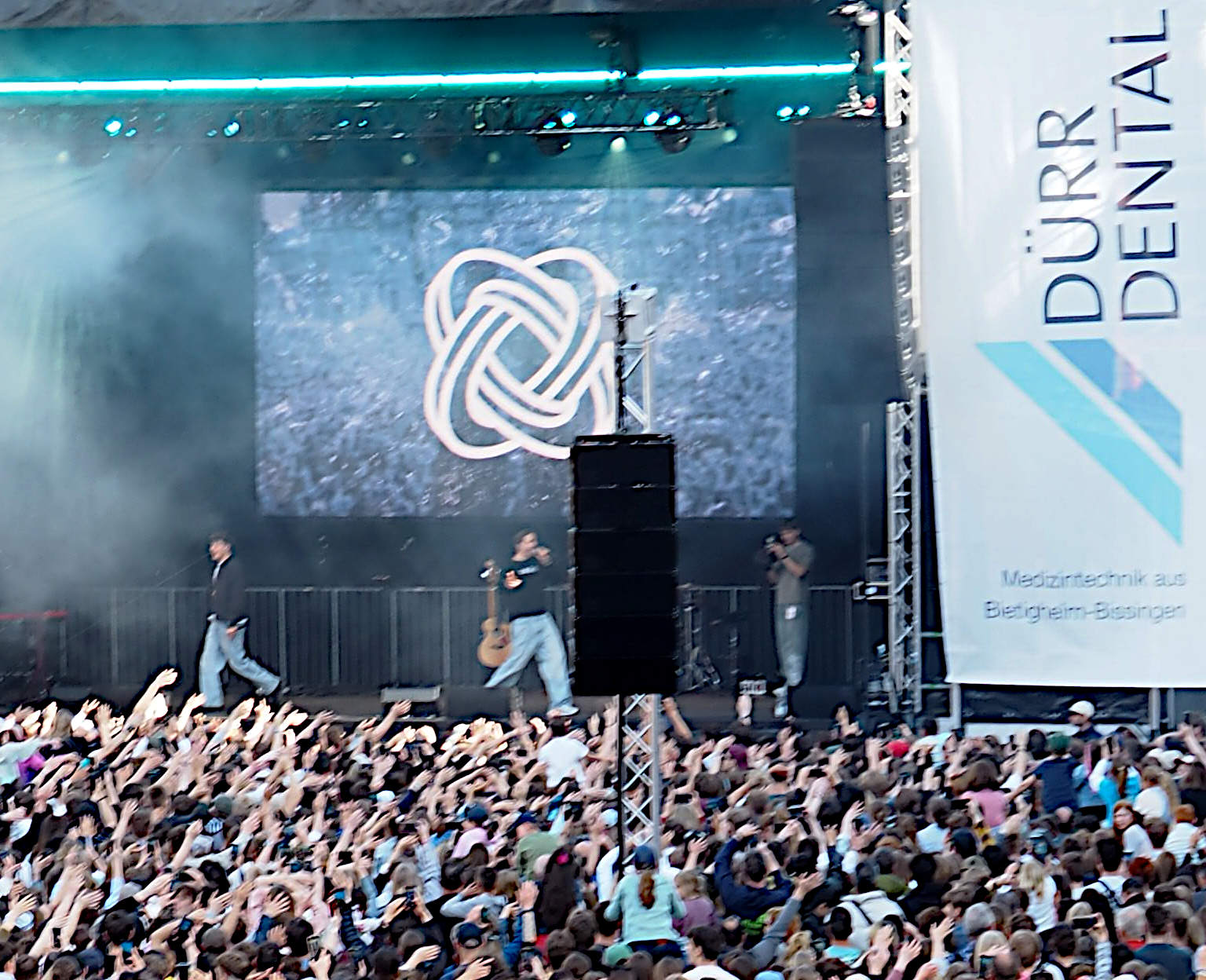
Dürr Dental als Veranstaltungssponsor

2021 erhielt der CEO Martin Dürrstein die Auszeichnung „Entrepreneur of the Year 2021“. Ende desselben Jahres wurde nach knapp zwei Jahren Bauzeit das neue Logistik- und Schulungszentrum der Dürr-Dental-Tochterfirma Orochemie in Kornwestheim fertiggestellt.
Im Jahr 2022 stellte Dürr Dental mit VistaSoft Monitor 3.0 eine cloudbasierte Softwarelösung vor. In Verbindung mit dem designprämierten VistaScan Ultra View bringt VistaSoft 3.0 künstliche Intelligenz in die Zahnarztpraxen.
Im Jahr 2025 erhielt Dürr Dental von der unabhängigen Arbeitgeber-Plattform kununu zum vierten Mal in Folge den „Top Company Award 2025“ und belegt den ersten Platz im exklusiven Ranking „Deutschlands innovativste Mittelständler“ der WirtschaftsWoche.  Zudem wurde Dürr Dental von der Deloitte Private, UBS, der Frankfurter Allgemeine Zeitung und dem Bundesverband der Deutschen Industrie e.V. als "Best Managed Company" ausgezeichnet .
Weblinks
- Dürr Dental